# ピックフォードハウス博物館
ピックフォードハウス博物館（英: Pickford's House Museum、ピックフォードハウスはくぶつかん）は、1770年に著名な建築家ジョセフ・ピックフォードが家族のために作った優美なジョージ王朝風の町屋建築であり、ダービーのフライアー・ゲート41番地にある。この博物館は、ジョージ王朝時代後期のプロフェッショナルが過ごした住居の様子を展示している。1階はピックフォードが居た頃そのままに内装され、また18世紀から19世紀にかけての衣装が展示されている。この博物館はダービー市議会が所有・運営している。
ピックフォードハウスは、ピックフォードが自身の仕事ぶりを紹介するため、また誰にでも分かるような連絡先を確保するため作ったものであり、また同時に住居でもあった。ピックフォードは地所の裏手に作業場を作っており、道路から見て地所の右手からアクセスできる。